# 사리 (옷)

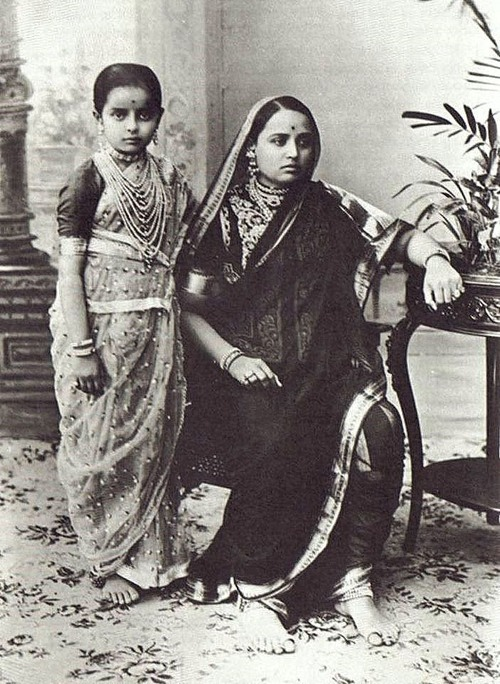
사리를 입은 여성

사리(영어: sari, saree, shari)는 인도 · 네팔 · 스리랑카 · 방글라데시 · 파키스탄 등 남아시아 지역의 여성이 착용하는 의상이다.

## 어원
이름은 산스크리트어 의 शाटी에서 유래한 '얇은 천'을 의미한다. 그리고 힌두스탄의 sāṛī 로 남아시아 여러 언어로 전해졌다.

## 역사
본래 사리 착용 스타일은 지역에 따라 차이가 있었지만, 19세기 후반부터 20세기에 걸쳐 인도 민족주의가 발달해 표준화된 국민적 의상으로 자리매김했다. 21세기에 사리는 애용되고 있으며, 인도는 저명한 디자이너와 브랜드가 다수 있다.

## 같이 보기
- 레헨가(영어판)